# Sitobion mimosae
Sitobion mimosae är en insektsart. Sitobion mimosae ingår i släktet Sitobion och familjen långrörsbladlöss. Inga underarter finns listade i Catalogue of Life.